# Brandon Domingues
Brandon Domingues (Grenoble, 6 de junio de 2000) es un futbolista profesional francés que juega como mediocampista en Real Oviedo en Primera División .

## Trayectoria
El 25 de junio de 2020, Domingues firmó su primer contrato profesional con E. S. Troyes A. C.. Debutó el 21 de septiembre de 2020 ante A. J. Auxerroise en Ligue 2.
El 30 de agosto de 2022, rescinde el contrato con Troyes de mutuo acuerdo.

### Budapest Honvéd
El 1 de septiembre de 2022 Domingues firma por dos años con el Budapest Honvéd de la primera división húngara. 
Debuta el 10 de septiembre, reemplazando a Dominik Kocsis en el minuto 69 de un empate 0-0 en casa contra el Kecskemét en la liga.  
En el siguiente partido de liga, el 1 de octubre, Domingues marcó su primer gol para el Honvéd tras entrar en el descanso en la derrota por 4-3 ante el Debrecen . 
Marcó su primer doblete para el club el 11 de febrero de 2023 en el partido de vuelta contra el Kecskemét, salvando un punto para el Honvéd en un empate 2-2 como visitante en el Széktói Stadion . 

## Estadísticas
Actualizado a partido jugado el 9 de marzo de 2025.
| Club         | Temporada    | Liga                | Liga | Liga  | Copa | Copa  | Europa | Europa | Total | Total |
| Club         | Temporada    | División            | Apps | Goles | Apps | Goles | Apps   | Goles  | Apps  | Goles |
| ------------ | ------------ | ------------------- | ---- | ----- | ---- | ----- | ------ | ------ | ----- | ----- |
| Troyes       | 2020–21      | Ligue 2             | 18   | 3     | 1    | 0     | –      | –      | 19    | 3     |
| Troyes       | 2021–22      | Ligue 1             | 11   | 1     | 1    | 1     | –      | –      | 12    | 2     |
| Troyes       | Total        | Total               | 29   | 4     | 2    | 1     | –      | –      | 31    | 5     |
| Honvéd       | 2022–23      | Nemzeti Bajnokság I | 19   | 4     | 1    | 0     | –      | –      | 20    | 4     |
| Debrecen     | 2023–24      | Nemzeti Bajnokság I | 26   | 6     | 1    | 1     | 4      | 0      | 31    | 7     |
| Debrecen     | 2024–25      | Nemzeti Bajnokság I | 21   | 9     | 0    | 0     | –      | –      | 21    | 9     |
| Debrecen     | Total        | Total               | 47   | 15    | 1    | 1     | 4      | 0      | 52    | 16    |
| Career total | Career total | Career total        | 95   | 23    | 4    | 2     | 4      | 0      | 103   | 25    |